# Trondes
Trondes est une commune française située dans le département de Meurthe-et-Moselle en région Grand Est.

## Géographie

Trondes (ban communal).

L'altitude moyenne de Trondes est de 264 mètres environ. Le ban communal, d’une superficie de 1 245 hectares, comporte en 2011, d'après les données Corine land Cover, près de 48 % de forêts, 50 % de prairies, terres arables et cultures, puis 2 % de zones anthropisées (zones industrielles et urbaines).
Le territoire est arrosé par les cours d'eau naturels que sont le Terrouin (sur 2,121 km), le Ruisseau des Hautes Bruyères (sur 1,317 km) et le Ruisseau de Trondes (sur 4,282 km).

Le village de type village-rue est situé à la confluence de deux vallées, le territoire est limité à l'est par le Terrouin et au nord et au sud par les bois de Foug, de Lucey et de Lagney, majoritairement situés sur des reliefs entre 355 et 365 m.

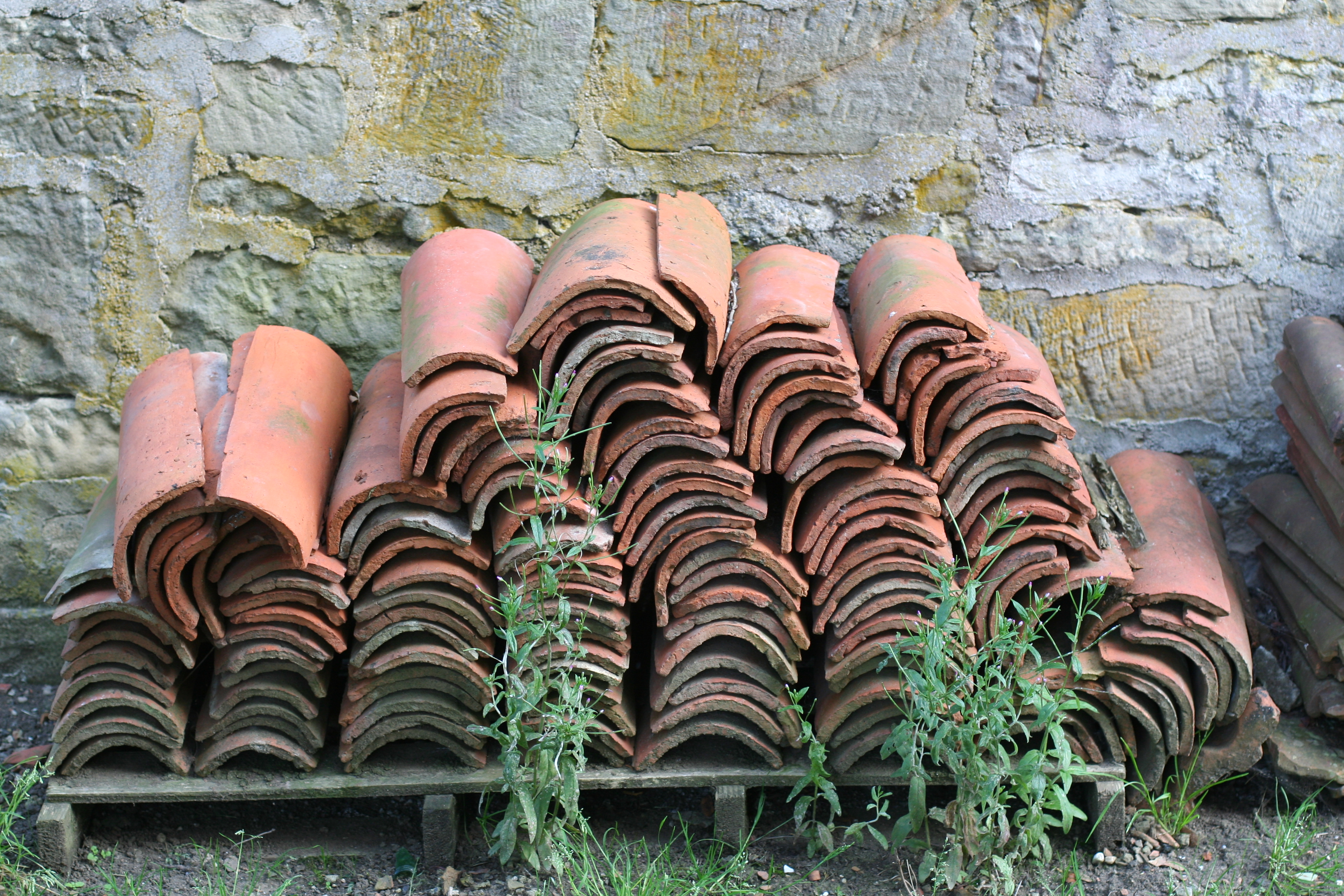
Exemple de tuiles canal dites "Tiges de botte" en Lorraine (Vosges).

Comme d'autres communes dans la région touloise, Trondes a été le lieu de productions manufacturées à base d'argile étant donné la disponibilité de l'eau (nombreux ruisseaux) et surtout de matière première : l'argile de la Woëvre. Une tuilerie au moins a fonctionné sur ce territoire.
| Boucq                   | Royaumeix | Lagney |
| Boucq                   | Trondes   | Lucey  |
| Pagny-sur-Meuse (Meuse) |           | Foug   |

### Hydrographie
La commune est traversée par la ligne de partage des eaux entre les bassins versants du Rhin et de la Meuse au sein du bassin Rhin-Meuse. Elle est drainée par le ruisseau de Trondes, le ruisseau des Hautes Bruyeres et le Terrouin,.

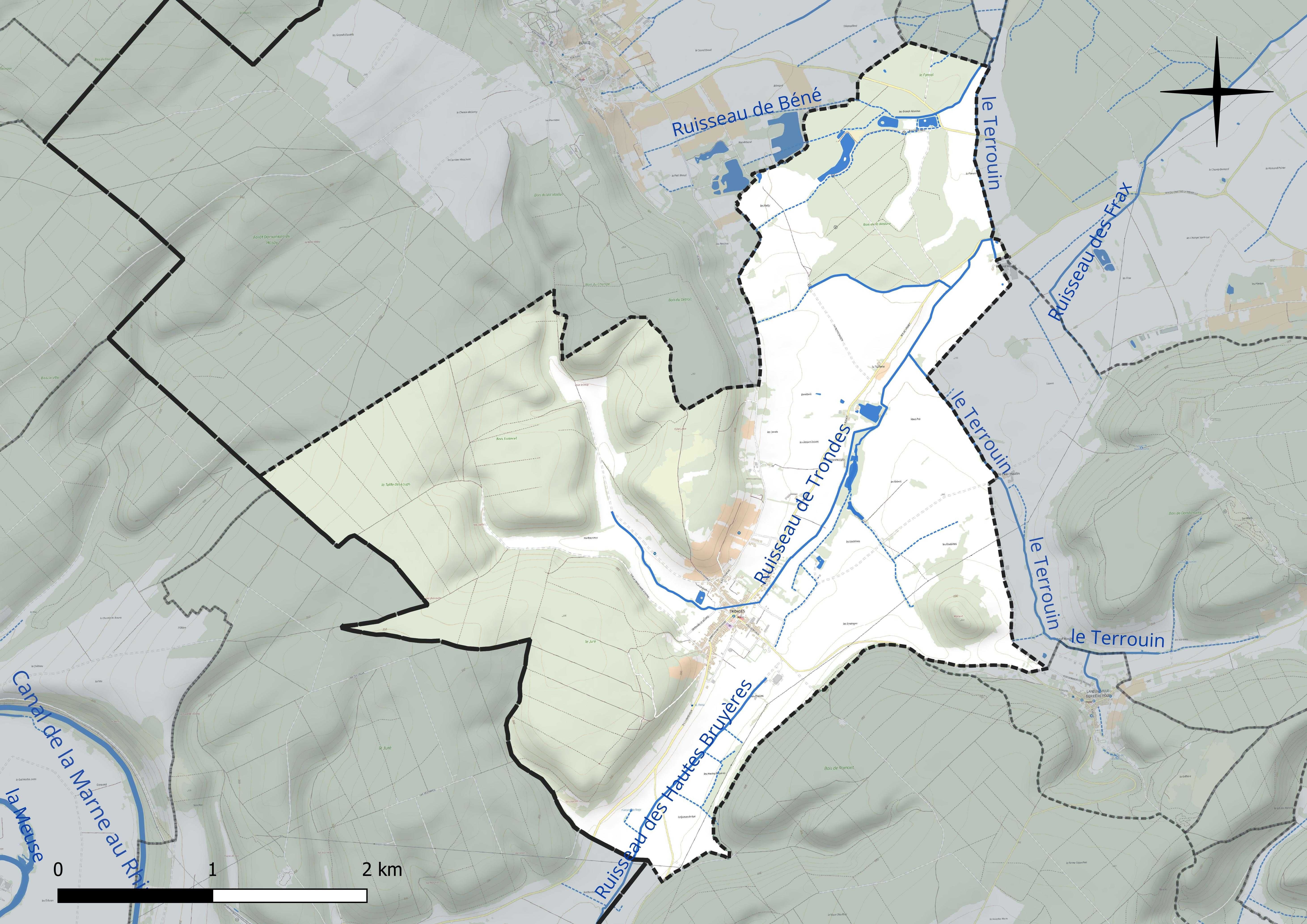
Réseau hydrographique de Trondes.

### Climat
Pour des articles plus généraux, voir Climat du Grand Est et Climat de Meurthe-et-Moselle.
En 2010, le climat de la commune est de type climat des marges montargnardes, selon une étude du Centre national de la recherche scientifique s'appuyant sur une série de données couvrant la période 1971-2000. En 2020, Météo-France publie une typologie des climats de la France métropolitaine dans laquelle la commune est exposée à un climat océanique altéré et est dans la région climatique  Lorraine, plateau de Langres, Morvan, caractérisée par un hiver rude (1,5 °C), des vents modérés et des brouillards fréquents en automne et hiver. 
Pour la période 1971-2000, la température annuelle moyenne est de 9,6 °C, avec une amplitude thermique annuelle de 16,4 °C. Le cumul annuel moyen de précipitations est de 866 mm, avec 12,7 jours de précipitations en janvier et 9,1 jours en juillet. Pour la période 1991-2020, la température moyenne annuelle observée sur la station météorologique de Météo-France la plus proche, « Nancy-Ochey », sur la commune d'Ochey à 19 km à vol d'oiseau, est de 10,5 °C et le cumul annuel moyen de précipitations est de 810,4 mm. 
La température maximale relevée sur cette station est de 39,6 °C, atteinte le 25 juillet 2019 ; la température minimale est de −19,1 °C, atteinte le 12 janvier 1987,,. 
Les paramètres climatiques de la commune ont été estimés pour le milieu du siècle (2041-2070) selon différents scénarios d'émission de gaz à effet de serre à partir des nouvelles projections climatiques de référence DRIAS-2020. Ils sont consultables sur un site dédié publié par Météo-France en novembre 2022.

## Urbanisme

### Typologie
Au 1er janvier 2024, Trondes est catégorisée commune rurale à habitat dispersé, selon la nouvelle grille communale de densité à sept niveaux définie par l'Insee en 2022.
Elle est située hors unité urbaine. Par ailleurs la commune fait partie de l'aire d'attraction de Nancy, dont elle est une commune de la couronne,. Cette aire, qui regroupe 353 communes, est catégorisée dans les aires de 200 000 à moins de 700 000 habitants,.

### Occupation des sols
L'occupation des sols de la commune, telle qu'elle ressort de la base de données européenne d’occupation biophysique des sols Corine Land Cover (CLC), est marquée par l'importance des territoires agricoles (49,6 % en 2018), en augmentation par rapport à 1990 (47,4 %). La répartition détaillée en 2018 est la suivante : forêts (48,2 %), terres arables (29,7 %), prairies (16 %), cultures permanentes (4 %), zones urbanisées (2,1 %). L'évolution de l’occupation des sols de la commune et de ses infrastructures peut être observée sur les différentes représentations cartographiques du territoire : la carte de Cassini (XVIIIe siècle), la carte d'état-major (1820-1866) et les cartes ou photos aériennes de l'IGN pour la période actuelle (1950 à aujourd'hui).

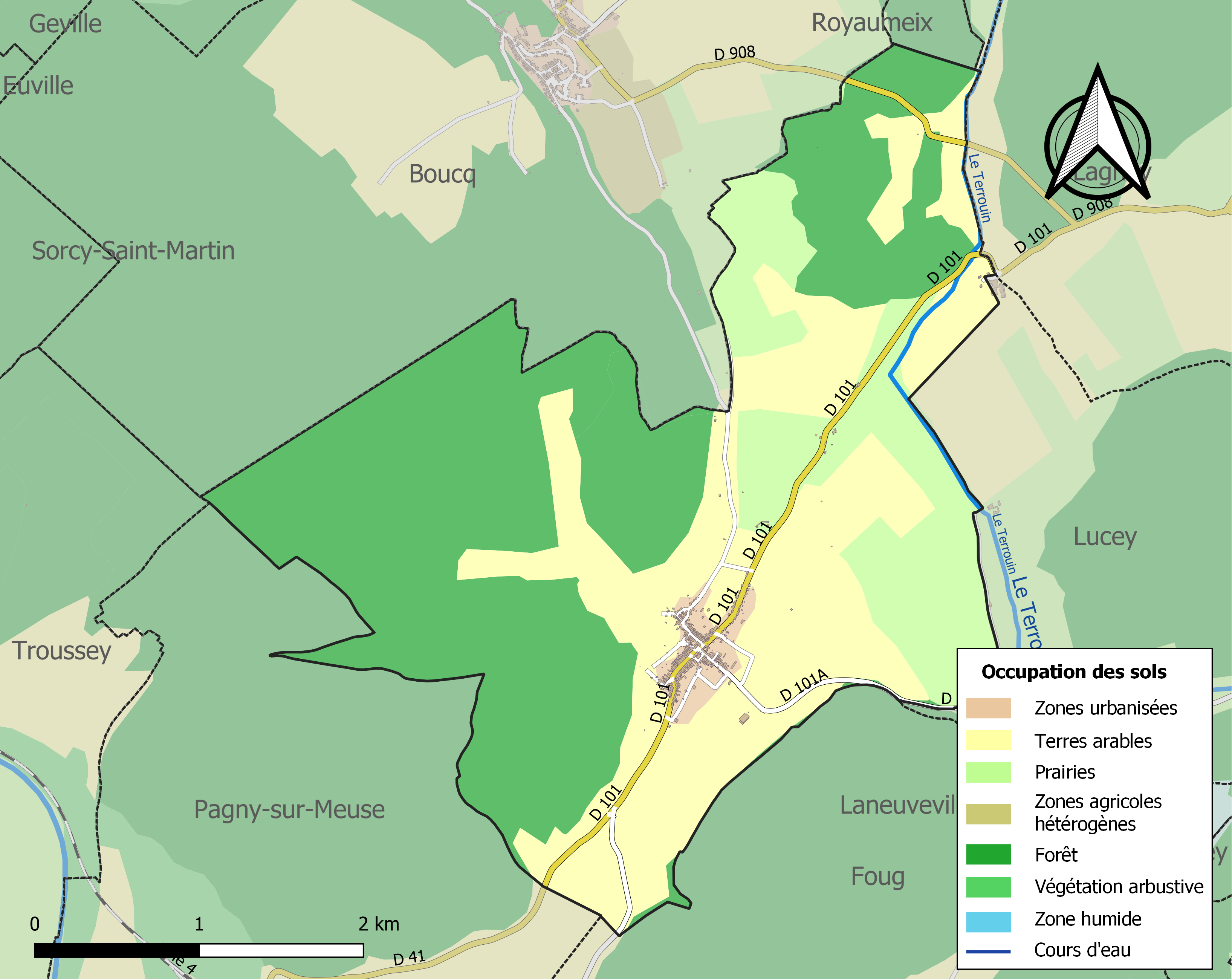
Carte des infrastructures et de l'occupation des sols de la commune en 2018 (CLC).

## Toponymie
Le toponyme apparaît sous les formes Trondolæ ; Alodium de Trondis ; De Trundlis (1157) ; Trundles (1181) ; Trondeles (1180) ; Molendinum apud Trundes (1220) ; Ecclesia de Trondes (1402).
Son origine est obscure.

## Histoire

### Antiquité
J. Beaupré signale dans son répertoire archéologique :
« Sur le Romont, au lieu-dit Les chevillottes, substructions gallo-romaines, se reliant à celles du canton des Sarrazinières à Laneuveville-derrière-Foug.» et «On a trouvé des ossements à plusieurs endroits, dans les vignes : ils étaient accompagnés de sabres ».
La carte archéologique de la Gaule indique que ces découvertes d'ossements et d'armes en fer pourraient être liées à une nécropole mérovingienne. Les communes de Foug, Laneuveville (la petite Foug) et Trondes, partagent un même site archéologique autour du Romont (parfois Raumont et Romons) et du bois du Romont, ce site est placé sur une ancienne liaison (chemin Brabant ?) entre Toul et le camp de Sorcy à Sorcy-Saint-Martin.

### Moyen Âge
Le village de Trondes a subi au cours de l'histoire mouvementée de la Lorraine les conséquences des affrontements entre le roi de France et l’empereur du Saint Empire germanique par les biais et l'interposition des comtes de Bar, de Champagne et autres seigneurs de Sorcy et de Void.
H. Lepage indique dans un de ses ouvrages :

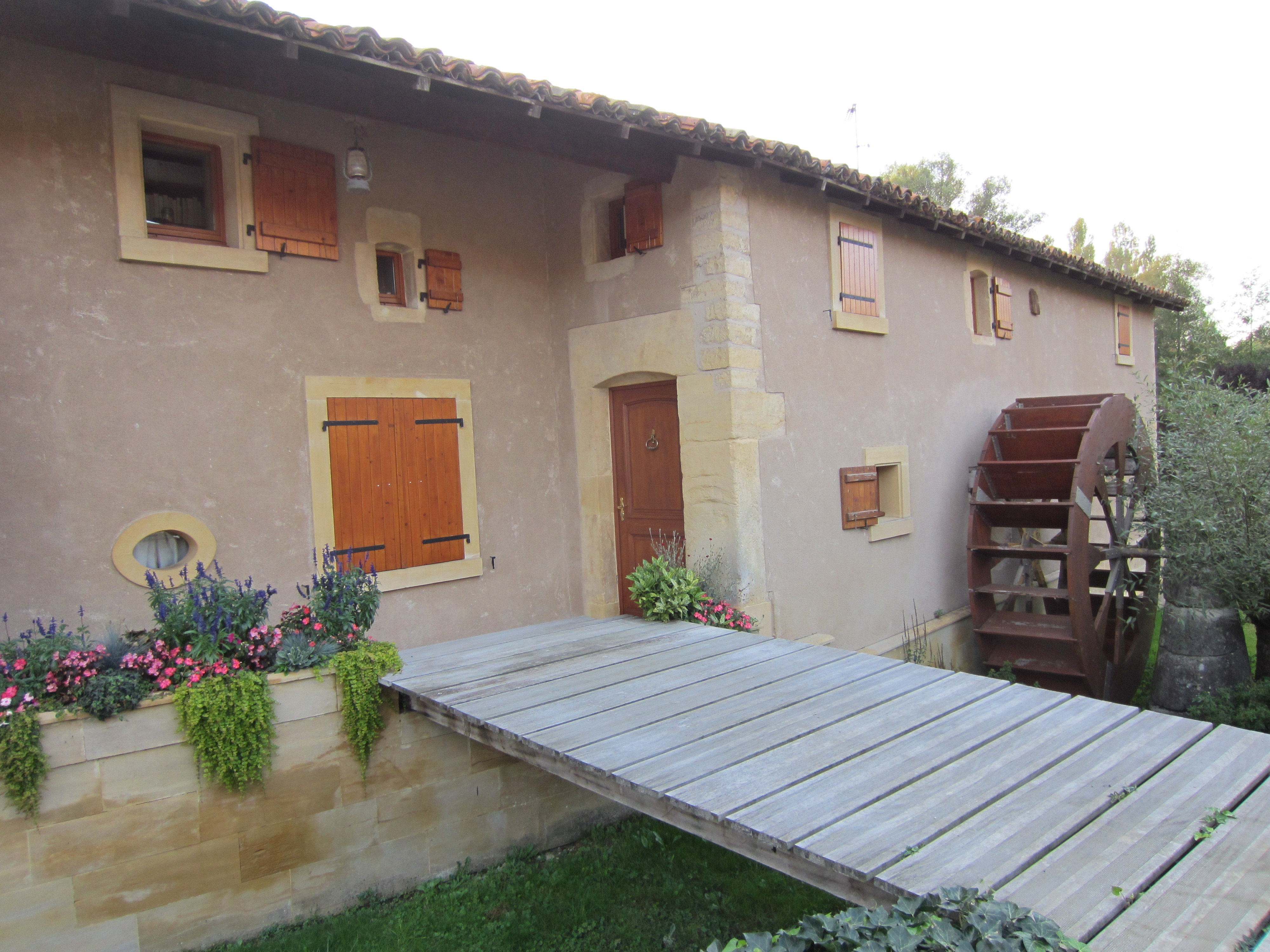
Exemple de moulin à eau lorrain (Ville-sur-Yron)

«Ce village, appelé Trondolae à la fin du Xe siècle était un alleu en 1157 il eut beaucoup à souffrir, en 1380, dans la guerre du comte de Bar. Il existait un moulin en 1220».
Le moulin Neuf qui figure sur les cartes des Naudin est toutefois formellement sur la commune de Foug, la chronique du Toulois précise au contraire :
«1120, Trondes, Ancel dit Chauvoisin, seigneur de Sorcy, donne à l'église de Rangéval un moulin à Trondes (apud Trundes) avec ses entrées et sorties, le libre cours de l'eau au-dessus et au-dessous»
et
«1223, Trondes, Pierre de Bourlémont, fait savoir qu'Anselme, surnommé Malvoisin, Agnès, sœur de Pierre et femme d'Anselme, leur fils Etienne, ont en partie donné et en partie vendu au chapitre de Toul, ce qu'ils possédaient, à l'exception d'une vigne, ledit Pierre ratifierait cette vente comme seigneur d'Anselme et garantiront le chapitre de Toul, contre les tentatives d'éviction du comte de Champagne»
Il indique également :

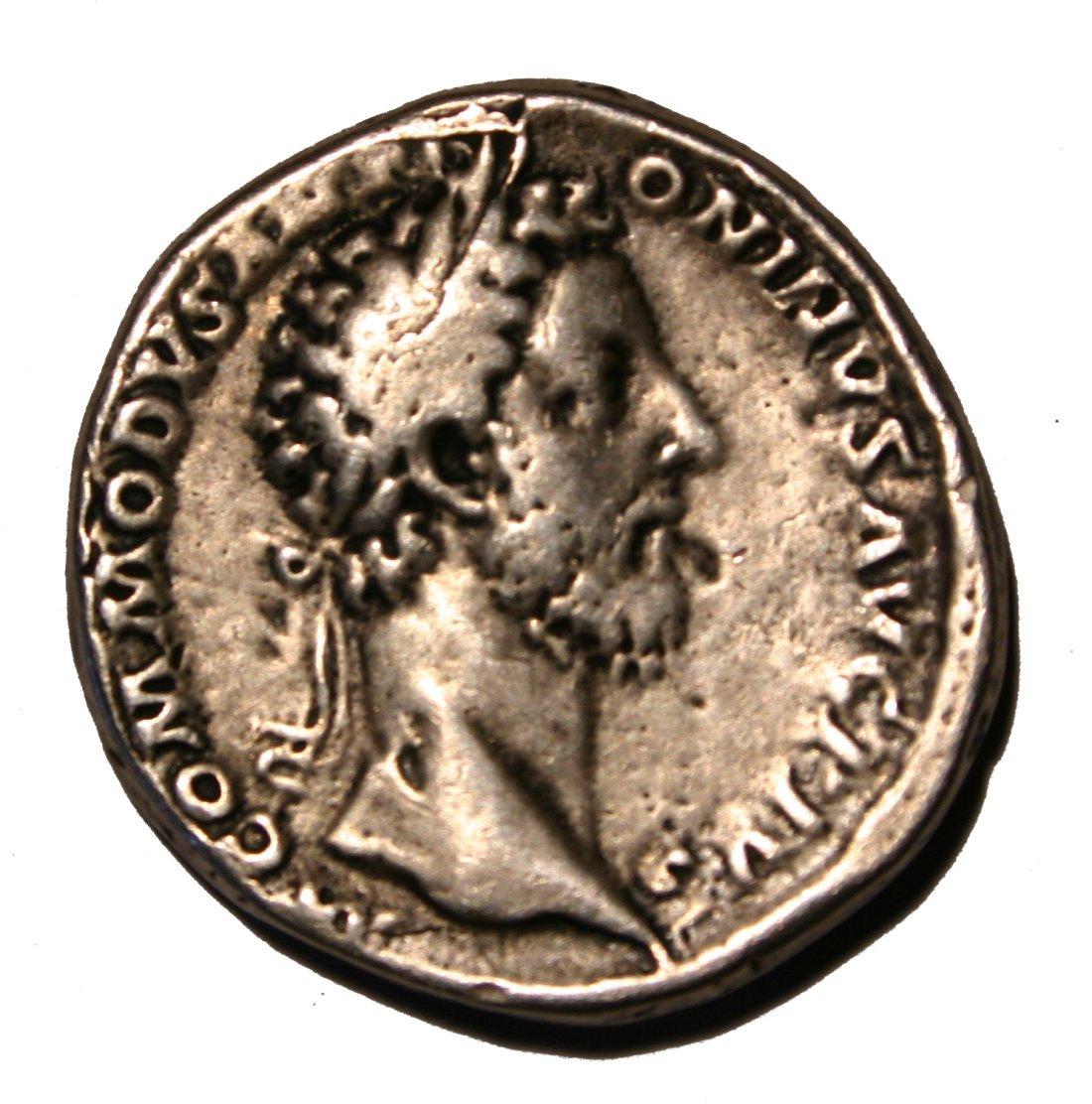
Denier de commode (exemple).

«  a trouvé aussi des pièces de monnaie de Commode, Nerva, Trajan, d'autres à l'effigie des évêques de Metz et des ducs de Lorraine. Près de Trondes sont deux fontaines, l'une de Saint-Elophe, dont l'eau est, dit-on, salutaire pour les maladies des yeux, l'autre, appelée Fontaine-l'Evéque, est fréquentée par les fiévreux. Ils y vont porter du pain, boivent de l'eau autant que possible et s'en retournent en courant. »

### Époque moderne
Population masculine déportée en partie en camp de concentration (1944) ; il y eut 45 morts.

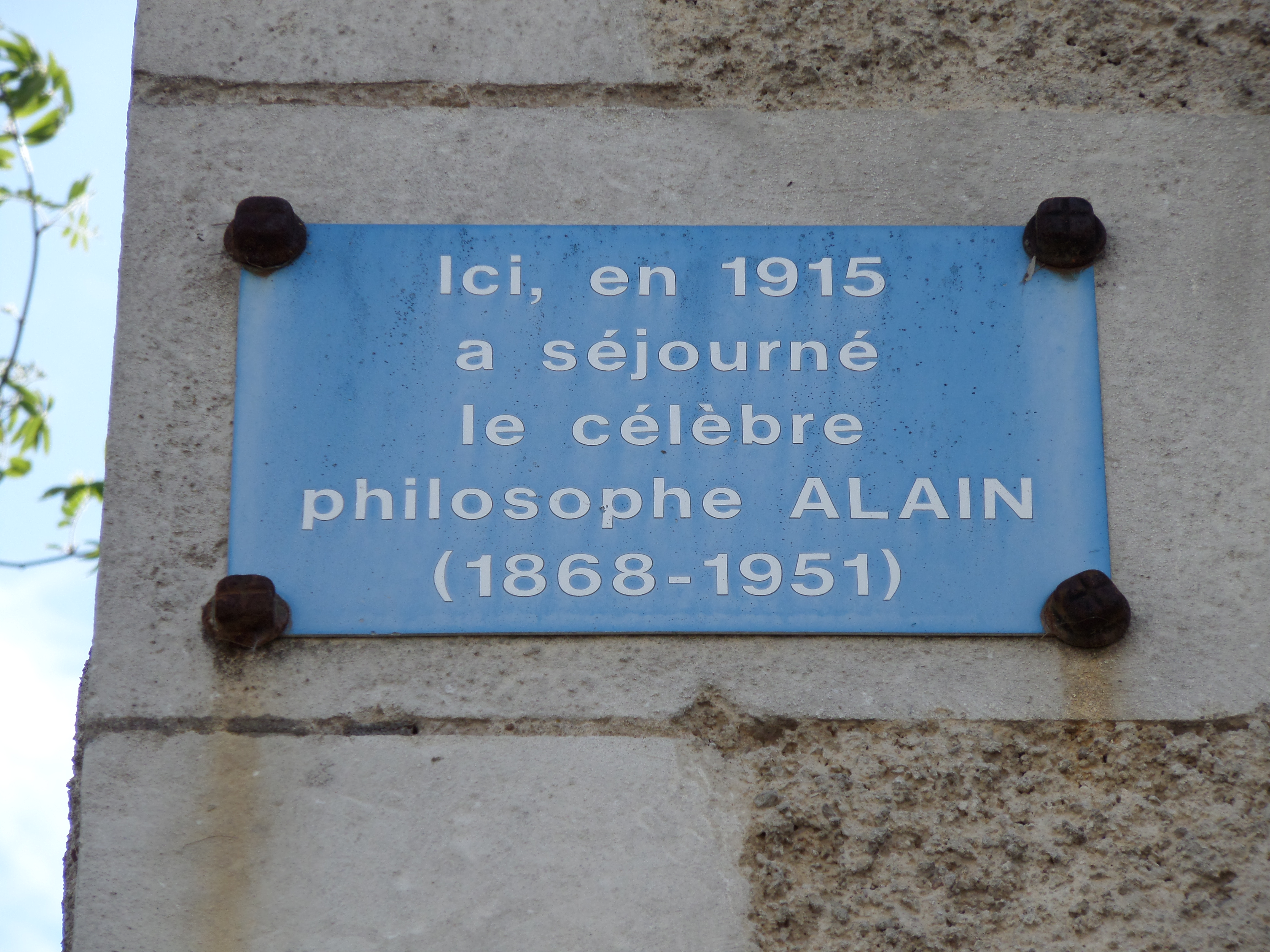
Séjour du philosophe Alain en 1915.

### Anecdote
A la fin du XIXe siècle, la disparition d'un ruminant appartenant à un vigneron du village provoqua l'ouverture d’une enquête de gendarmerie avec la découverte des restes de l'animal au fond d'un étang. Les élus locaux feront les frais de la lenteur à résoudre l'affaire et ce n'est que plusieurs mois après les faits, que les auteurs seront démasqués, puis condamnés à de lourdes peines (2 et 4 années d'emprisonnement).

## Politique et administration
| Période                                  | Période   | Identité          | Étiquette | Qualité |
| ---------------------------------------- | --------- | ----------------- | --------- | ------- |
| Les données manquantes sont à compléter. |           |                   |           |         |
| avant 1981                               | 2001      | Marc Prairat      | DVG       |         |
| mars 2001                                | mars 2008 | Jean-Marc Wilhelm | PS        |         |
| mars 2008                                | 2011      | Philippe Couget   |           |         |
| 2011                                     | 2020      | Alain Cocusse     |           |         |
| 2020                                     | En cours  | Jimmy Cartier     |           |         |
| Les données manquantes sont à compléter. |           |                   |           |         |

## Démographie
L'évolution du nombre d'habitants est connue à travers les recensements de la population effectués dans la commune depuis 1793. Pour les communes de moins de 10 000 habitants, une enquête de recensement portant sur toute la population est réalisée tous les cinq ans, les populations de référence des années intermédiaires étant quant à elles estimées par interpolation ou extrapolation. Pour la commune, le premier recensement exhaustif entrant dans le cadre du nouveau dispositif a été réalisé en 2005.

En 2022, la commune comptait 521 habitants, en évolution de −4,75 % par rapport à 2016 (Meurthe-et-Moselle : −0,13 %, France hors Mayotte : +2,11 %).
| 1793 | 1800 | 1806 | 1821 | 1831 | 1836 | 1841 | 1846 | 1851 |
| ---- | ---- | ---- | ---- | ---- | ---- | ---- | ---- | ---- |
| 653  | 710  | 772  | 789  | 810  | 838  | 830  | 847  | 824  |

| 1856 | 1861 | 1872 | 1876 | 1881 | 1886 | 1891 | 1896 | 1901 |
| ---- | ---- | ---- | ---- | ---- | ---- | ---- | ---- | ---- |
| 752  | 764  | 708  | 677  | 669  | 647  | 614  | 598  | 567  |

| 1906 | 1911 | 1921 | 1926 | 1931 | 1936 | 1946 | 1954 | 1962 |
| ---- | ---- | ---- | ---- | ---- | ---- | ---- | ---- | ---- |
| 569  | 549  | 538  | 544  | 491  | 467  | 405  | 401  | 396  |

| 1968 | 1975 | 1982 | 1990 | 1999 | 2005 | 2006 | 2010 | 2015 |
| ---- | ---- | ---- | ---- | ---- | ---- | ---- | ---- | ---- |
| 362  | 341  | 393  | 470  | 497  | 524  | 522  | 532  | 538  |

| 2020 | 2022 | - | - | - | - | - | - | - |
| ---- | ---- | - | - | - | - | - | - | - |
| 523  | 521  | - | - | - | - | - | - | - |

## Économie
E. Grosse indique dans son ouvrage, vers 1836 :
« Territ. : 1225 hect. cad., dont 624 en labours, 184 en prés, 137 en forêts, et 25  en vignes, dont les produits sont d'un assez grand objet de commerce, malgré leur faible qualité. »

Le village a donc eu une tradition viticole.

### Secteur primaire ouAgriculture
Le secteur primaire comprend, outre les exploitations agricoles et les élevages, les établissements liés à l’exploitation de la forêt et les pêcheurs.
D'après le recensement agricole 2010 du Ministère de l'agriculture (Agreste), la commune de Trondes était majoritairement orientée sur l'élevage d'herbivores (auparavant sur la polyculture et le poly - élevage) sur une surface agricole utilisée d'environ 142 hectares (en deçà de la surface cultivable communale) en baisse depuis 1988 - Le cheptel en unité de gros bétail s'est réduit de 210 à 82 entre 1988 et 2010. Il n'y avait plus que 5 exploitations agricoles ayant leur siège dans la commune employant 5 unités de travail.

## Culture locale et patrimoine

### Lieux et monuments

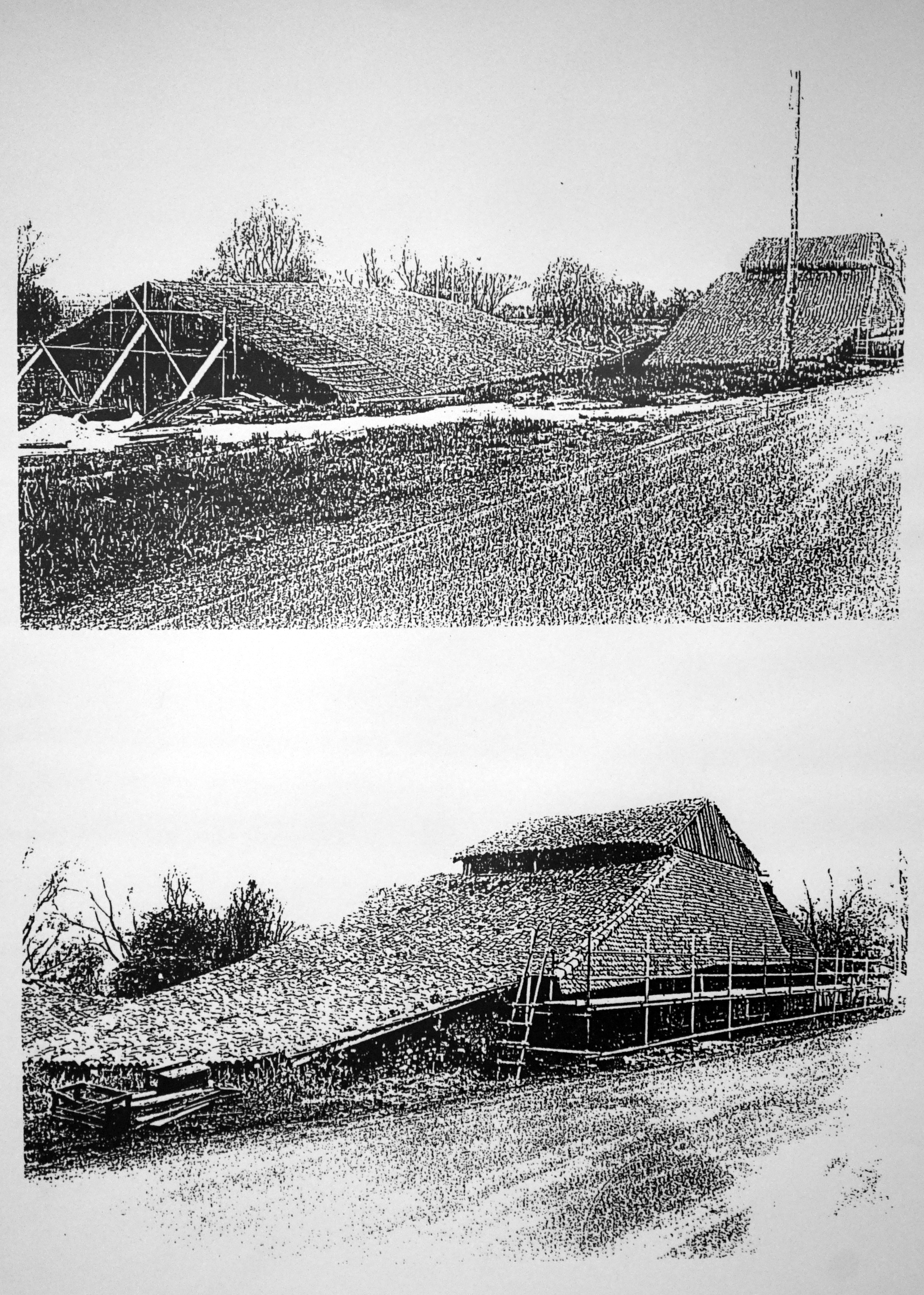
Tuilerie.

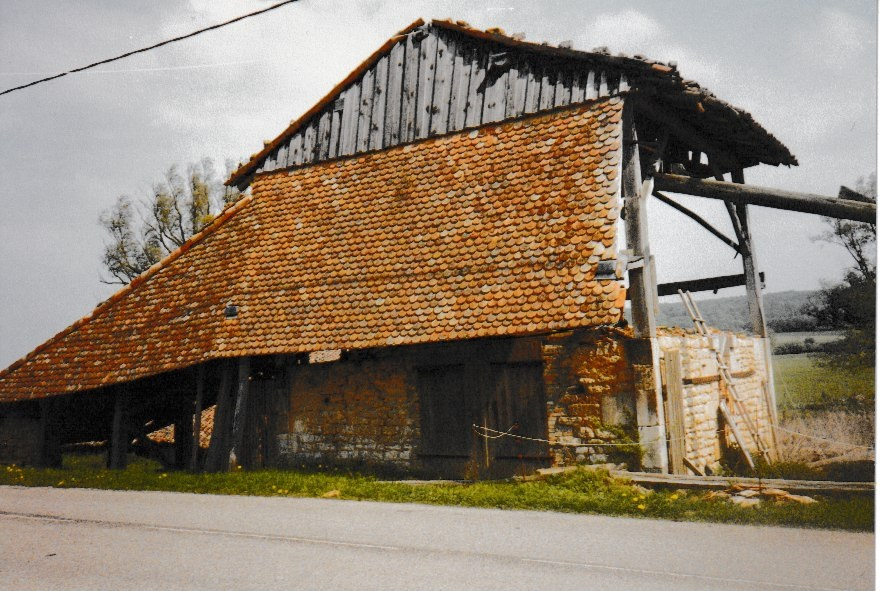
La tuilerie en 1991.

- Caniveaux gallo-romains desservant une fontaine, encore en fonction.
- Fort construit entre 1875 et 1878, modifié par la suite (1888), intégré au camp retranché de Toul, selon les plans du général Raymond Adolphe Séré de Rivières.
- Ancienne tuilerie XIXe, objet d'un classement au titre des monuments historiques en 1983 et radiée, en raison de son état de ruine irréversible, en 2006[38].
- Église XVe.

### Personnalités liées à la commune
- Édouard-Ernest Maire (1848-1932), né sur la commune, missionnaire lazarsite en Chine et botaniste ;
- Alain, philosophe né Émile-Auguste Chartier (1868-1951) séjour sur Trondes en 1915.

### Héraldique
| Blason de Trondes | Blason  | De gueules à l'épée haute d'argent garnie d'or accompagnée de trois cailloux d'argent. |
| Blason de Trondes | Détails | Trondes dépendait du chapitre de la cathédrale de Toul, symbolisé par les trois cailloux. L'épée est l'instrument du martyre de saint Elophe, patron de la paroisse. Le statut officiel du blason reste à déterminer. |